# LL Andromedae
LL Andromedae är en dvärgnova belägen i den södra delen av stjärnbilden Andromeda. Den har en typisk skenbar magnitud av ca 19,4 men genomgår utbrottshändelser där de kan nå en toppmagnitud på 14,3. Eftersom denna magnitud uppnås under de kraftigaste utbrotten, medan mindre ljusa utbrott kan förekomma, klassificeras den som en SU Ursae Majoris-variabel. Den kräver ett kraftfullt teleskop för att kunna observeras. Baserat på parallax enligt Gaia Data Release 3 på ca 1,55 mas beräknas den befinna sig på ett avstånd av ca 2 100 ljusår (ca 600 parsec) från solen.

## Observation

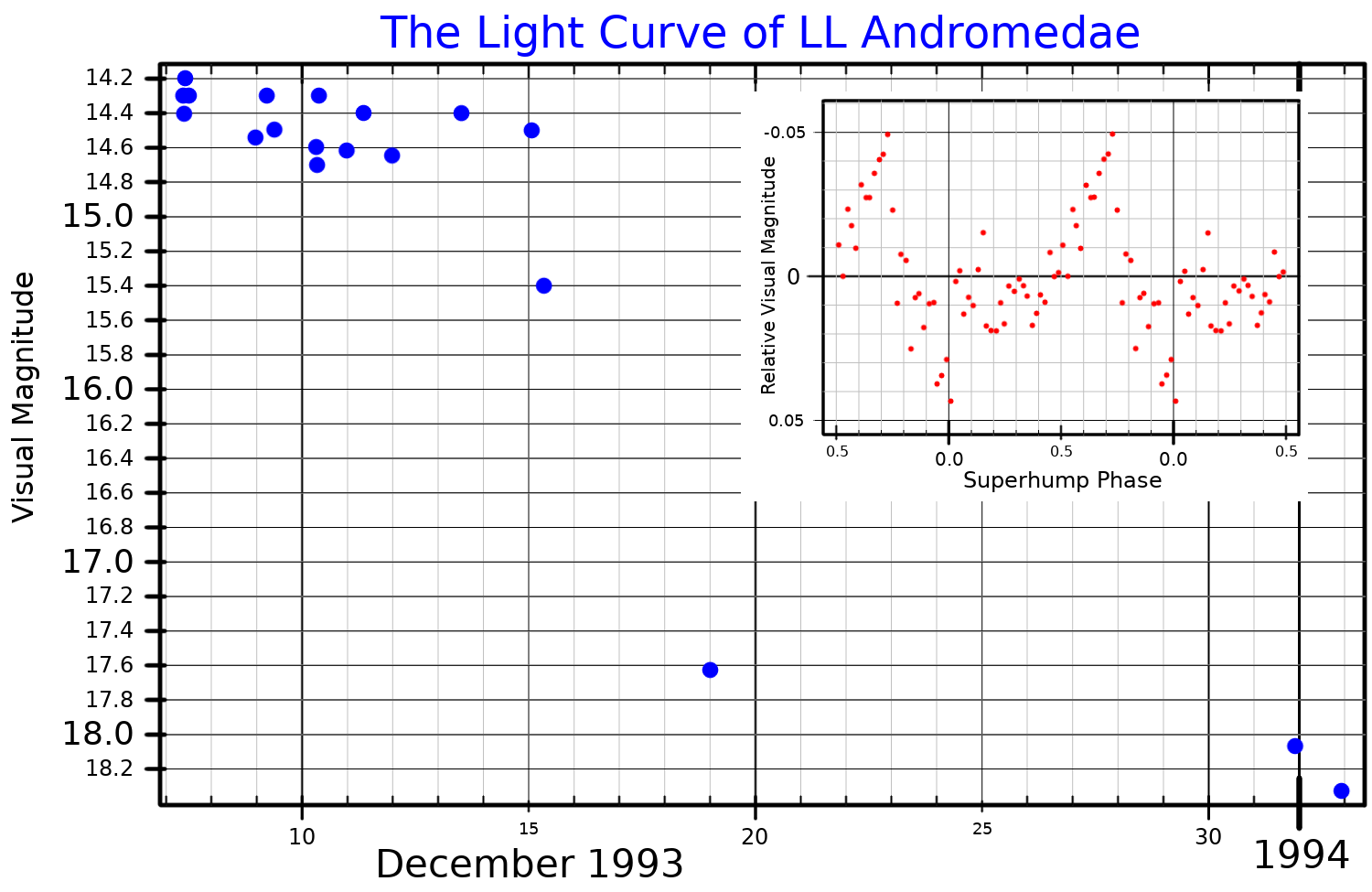
Ljuskurva i visuella bandet för LL Andromedae, anpassad från Kato (2004). Huvuddiagrammet visar avklingningen från maximal ljusstyrka, och det infällda diagrammet visar ett medelvärde av superutbrotten.

Variabiliteten hos LL Andromedae liknar den hos WZ Sagittae-typen av dvärgnovor. Dessa har en lång utbrottscykel (de observerades endast 1979, 1994 och 2004) och superutbrott kan observeras med en kort periodisk modulering. Det observerades också en periodicitet på 1,32 timmar, vilket tillskrivs systemets omloppsperiod. Men i jämförelse med WZ Sagittae är utbrottsamplituden liten och superutbrottens varaktighet kort.
Lite är känt om komponenterna i LL Andromedae eftersom det är ett svagt objekt. En av de två komponenterna är sannolikt en ackumulerande vit dvärg, precis som i alla dvärgnovor. En brun dvärgdonator har föreslagits, men den korta periodiciteten hos superutbrotten tyder istället på närvaro av en massiv följeslagare.